# Porto Judeu
Porto Judeu é uma vila portuguesa sede da Freguesia de Porto Judeu do Município de Angra do Heroísmo, na costa sueste da Ilha Terceira, nos Açores, freguesia com 28,90 km² de área e 2293 habitantes (censo de 2021)., tendo por isso uma densidade populacional de 79,3 hab./km².
A povoação de Porto Judeu foi elevada à categoria de vila em 2016. A vila de Porto Judeu também foi designada por Vila de São Sebastião-Porto (do) Judeu e por Vila de Porto Judeu [carece de fontes?].
Cerca de 2,36 km2 são constituídos pelos Ilhéus das Cabras. Estende-se do litoral, onde confronta com as freguesias de Vila de São Sebastião e Feteira, ao interior, onde confronta com as freguesias da Ribeirinha, São Bento, Posto Santo, Biscoitos, Quatro Ribeiras e Agualva.
A população ativa ocupa-se em atividades diversas como a agro-pecuária, a pesca, construção civil, marcenaria e carpintaria, panificação, restauração e similares e serviços. Parte significativa da população activa desloca-se e trabalha em Angra do Heroísmo e Praia da Vitória.
A freguesia tem um porto e uma excelente zona balnear. Por situar-se numa zona muito seca, possui um microclima também seco e salubre.

## História
Desconhece-se a data de criação da freguesia, primitivamente denominada como Porto Judeu de Santo António e também de Porto do Judeu. Segundo a tradição, aqui terão desembarcado os primeiros povoadores da Terceira. Entre as lendas mais conhecidas que buscam justificar a toponímia, refere-se que Jácome de Bruges, primeiro capitão do donatário, aqui terá desembarcado a 1 de Janeiro, premido pelo mau tempo e pela necessidade de abrigo naquela data. Como a enseada do porto é de pequenas dimensões, não oferendo grandes condições de abrigo, e por naquele tempo chamar-se de "judeu" a tudo que fosse mau, afirma-se que o ancoradouro foi por essa razão chamado de Porto Judeu. Outra tradição local, pretende que, com Jácome de Bruges vinha um Judeu, e que entre ambos, no momento do desembarque, terá se travado o seguinte diálogo:
Jácome Bruges: "- Salta, judeu, senão salto eu."
Judeu: "Salto e o porto será meu."
Embora não tenham chegado até nós fontes documentais sobre a fundação da freguesia, a informação do povoamento coevo ao da ilha é confirmada pelo fato da construção da igreja paroquial ser anterior a 1470.
O povoado foi estabelecido em sesmaria recebida do capitão do donatário pelo senador João Coelho, filho de Pêro Coelho, conselheiro de Afonso IV de Portugal, um dos implicados no assassinato de Inês de Castro. João Coelho acompanhava Jácome de Bruges na sua segunda viagem à Terceira, mas não se fixou na ilha, tendo partido em outras conquistas. Os 32 moios de terra que recebeu foram, em pouco tempo, passados pelos seus familiares e, do que sobrou, constituiu-se a freguesia. O seu sobrenome sobreviveu na toponímia, na chamada ponta dos Coelhos, que se estende do pico do Refugo até à Salga.
A povoação de Porto Judeu foi elevada à categoria de Vila por Carta-Régia de D. Manuel I, datada de 12 de Fevereiro de 1502, estatuto revogado no ano seguinte quando da elevação do lugar da Ribeira de Frei João a Vila de São Sebastião (1503) e sede de concelho, em carta não executada. A criação deste dividia a Terceira em três partes, separando Angra e a Praia de um lado ao outro da ilha e ficando o Porto Judeu adstrito à Vila de São Sebastião até 1870, quando passou a integrar o concelho de Angra do Heroísmo.

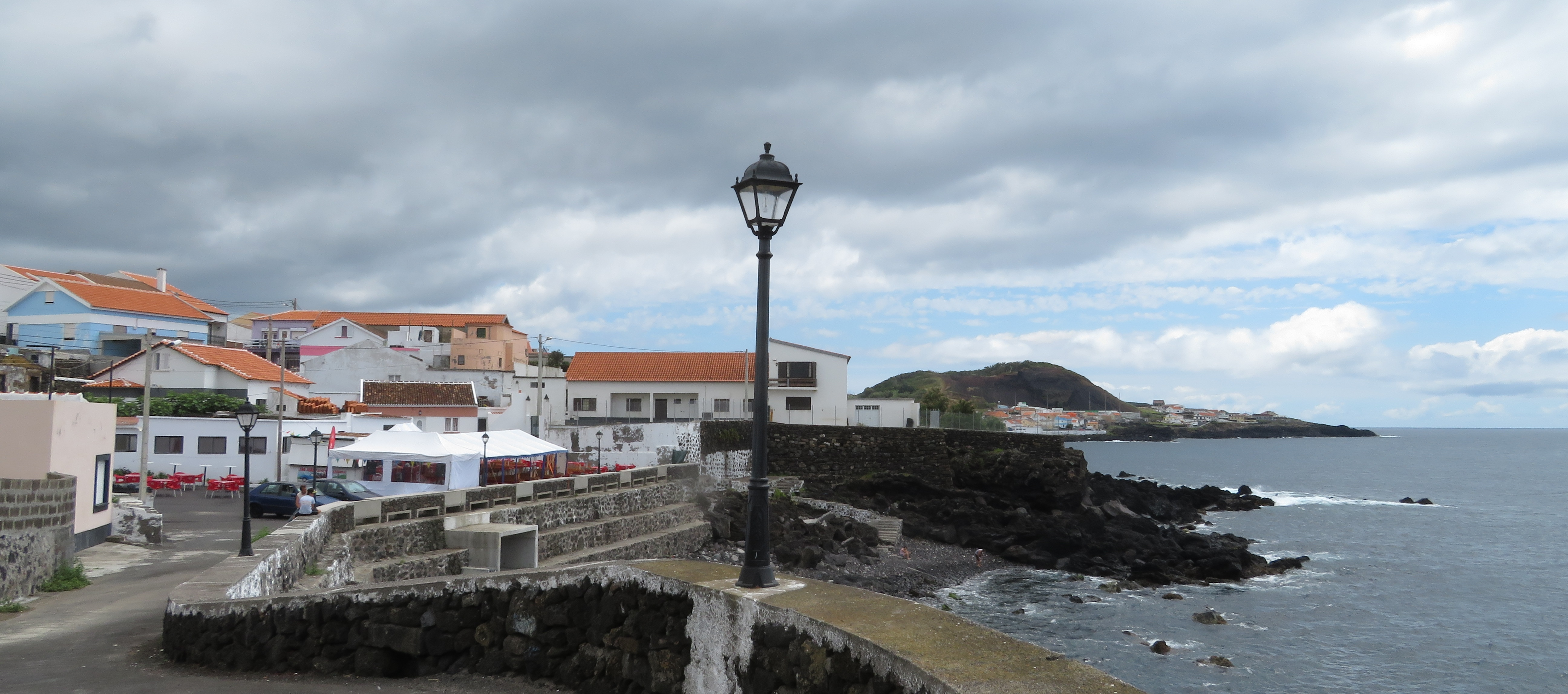
Muralha do Forte de Santo António, Porto Judeu

### Cronologia
- 1471 – data indicada como possível para o fundação do Porto Judeu, embora não tenham chegado até ao presente fontes documentais sobre a fundação da freguesia, a informação do povoamento do local ser coevo ao da ilha é confirmada pelo fato da construção da igreja paroquial ser anterior a 1470.
- 1502 – 12 de fevereiro – Elevação a vila da freguesia do Porto Judeu por Carta-Régia do rei D. Manuel I de Portugal. Veio a perder este estatuto no ano seguinte com a elevação ao mesmo estatuto da Vila de São Sebastião.
- 1573 – Edificação do Forte de Santo António do Porto Judeu, o primeiro a ser erguido por determinação do corregedor dos Açores, Ciprião de Figueiredo e Vasconcelos, conforme o plano de defesa da ilha elaborado por Tommaso Benedetto contra os ataques de corsários e piratas, frequentes nas águas dos Açores à época.[4]
- 1581 - 25 de Julho – Trava-se a Batalha da Salga entre a força de desembarque castelhana e as forças portuguesas, em nome de D. António I de Portugal, durante crise de sucessão de 1580.
- 1581/1583 – O Forte de Santo António do Porto Judeu, à época da crise de sucessão de 1580 tomou parte ativa na resistência, entre 1581 e 1583.[4]
- 1828 - 4 de Outubro, Combate do Pico do Seleiro, ocorrido no contexto da Guerra Civil Portuguesa (1828-1834), entre forças liberais e absolutistas.[5]
- 1838 – É feita pela então Câmara Municipal da Vila de São Sebastião uma vistoria à Furna de Água e à Furna do Cabrito, dirigida por Francisco Ferreira Drumond, com a intenção de proceder ao aproveitamento dos abundantes mananciais de água existentes.[6]
- 1870 – Nesta data o Porto Judeu, deixa de estar adstrito à Vila de São Sebastião e passa a integrar o concelho de Angra do Heroísmo.
- 1881 – Nesta data, aquando da elaboração do Tombo dos Fortes da Ilha Terceira, o Forte de Santo António do Porto Judeu foi encontrado abandonado, mas em  bom estado de conservação.
- 1893 – 26 de janeiro – Apesar de já antes desta data se saber da existência do Algar do Carvão, sé agora é feita a primeira descida a esta formação geológica com a simples utilização de uma corda, levada a cabo por Cândido Corvelo e José Luís Sequeira.
- 1893 - 28 de agosto – Um furacão, o maior de que há memória desde que há registos históricos nos Açores, causa grandes estragos no Porto Judeu, principalmente na localidade do Refugo e na zona do Porto.

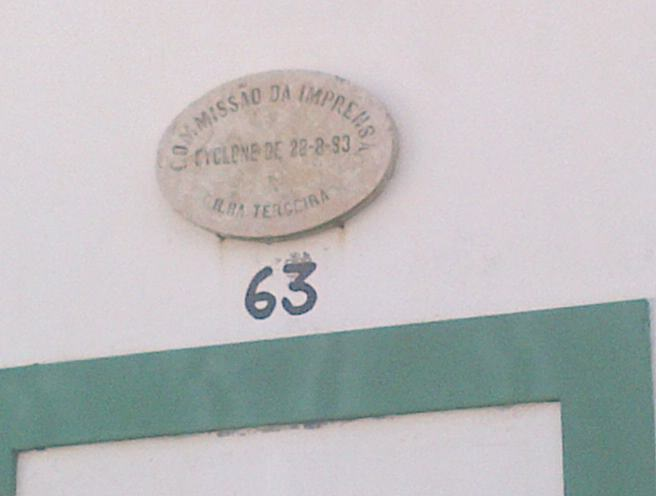
Placa identificando uma casa reconstruída após o furacão de agosto de 1893, que causou enorme destruição na freguesia.

- 1907 – Data da construção da capela do Santíssimo Sacramento, na Igreja Paroquial de Santo António do Porto Judeu, cuja data da construção iniciar é desconhecida.
- 1889 – Construção da capela da Senhora da Conceição e da capela do Sagrado Coração de Jesus, na Igreja Paroquial de Santo António do Porto Judeu, cuja data da construção iniciar é desconhecida.
- 1925 – Fundação do Império do Espírito Santo do Porto Judeu.[7]
- 1930 – Fundação do Império do Espírito Santo do Porto Judeu de Cima.[7]
- 1933 – Fundação do Império do Espírito Santo do Galinho.[7]
- 1934 – É feita a segunda descida ao Algar do Carvão, desta feita por Didier Couto, que elaborou o primeiro perfil do Algar.
- 1953 – 1 de setembro – Inicio da Captação de águas na Furna de Água, Porto Judeu, pela Junta Geral de Angra do Heroísmo.[6]
- 1963 – 18 de agosto – Nesta data foram feitas as primeiras descidas organizadas ao Algar do Carvão, por um grupo de entusiastas que se viriam a constituir na Associação Espeleologica “Os Montanheiros”.
- 1967 – Inicio da exploração da Gruta das Agulhas, Porto Judeu, pela Associação Espeleológica Os Montanheiros[8]
- 1967 – Durante a visita à ilha Terceira realizada por Ferdinand André Fouqué, para estudar a erupção submarina da Serreta, procedeu-se por seu intermédio à descrição do Tubo de lava à entrada da Furna de Água, sendo este considerando por Frank Fouqué um dos mais bonitos por ele visitado.[8]
- 2005 – 15 de fevereiro – o Decreto Regulamentar Regional n.º 1/2005/A do Governo Regional dos Açores, classifica a Baía do Refugo, Porto Judeu, como zona balnear do tipo 1, enquadrando-se nas zonas equipadas com uso intensivo, adjacentes ou não a aglomerados urbanos.[9]
- 2006 – 6 de junho – Foi criada pelo Decreto Legislativo Regional n.º 20/2006/A, do Governo Regional dos Açores, a Zona de Protecção Especial do Ilhéu das Cabras que abrange os Ilhéus das Cabras e parte da costa adjacente ao mesmos, como fim de dar protecção à importante colónia de aves migratórias ali existentes.[10][11]

## Demografia
Nota: Por decreto de 30 de novembro de 1906 foi criada a freguesia de Feteira com lugares desta freguesia	
A população registada nos censos foi:
| Distribuição da População por Grupos Etários | Distribuição da População por Grupos Etários | Distribuição da População por Grupos Etários | Distribuição da População por Grupos Etários | Distribuição da População por Grupos Etários |
| -------------------------------------------- | -------------------------------------------- | -------------------------------------------- | -------------------------------------------- | -------------------------------------------- |
| Ano                                          | 0-14 Anos                                    | 15-24 Anos                                   | 25-64 Anos                                   | > 65 Anos                                    |
| 2001                                         | 498                                          | 455                                          | 1188                                         | 284                                          |
| 2011                                         | 441                                          | 353                                          | 1405                                         | 302                                          |
| 2021                                         | 312                                          | 273                                          | 1284                                         | 424                                          |

## Personalidades
- Brianda Pereira

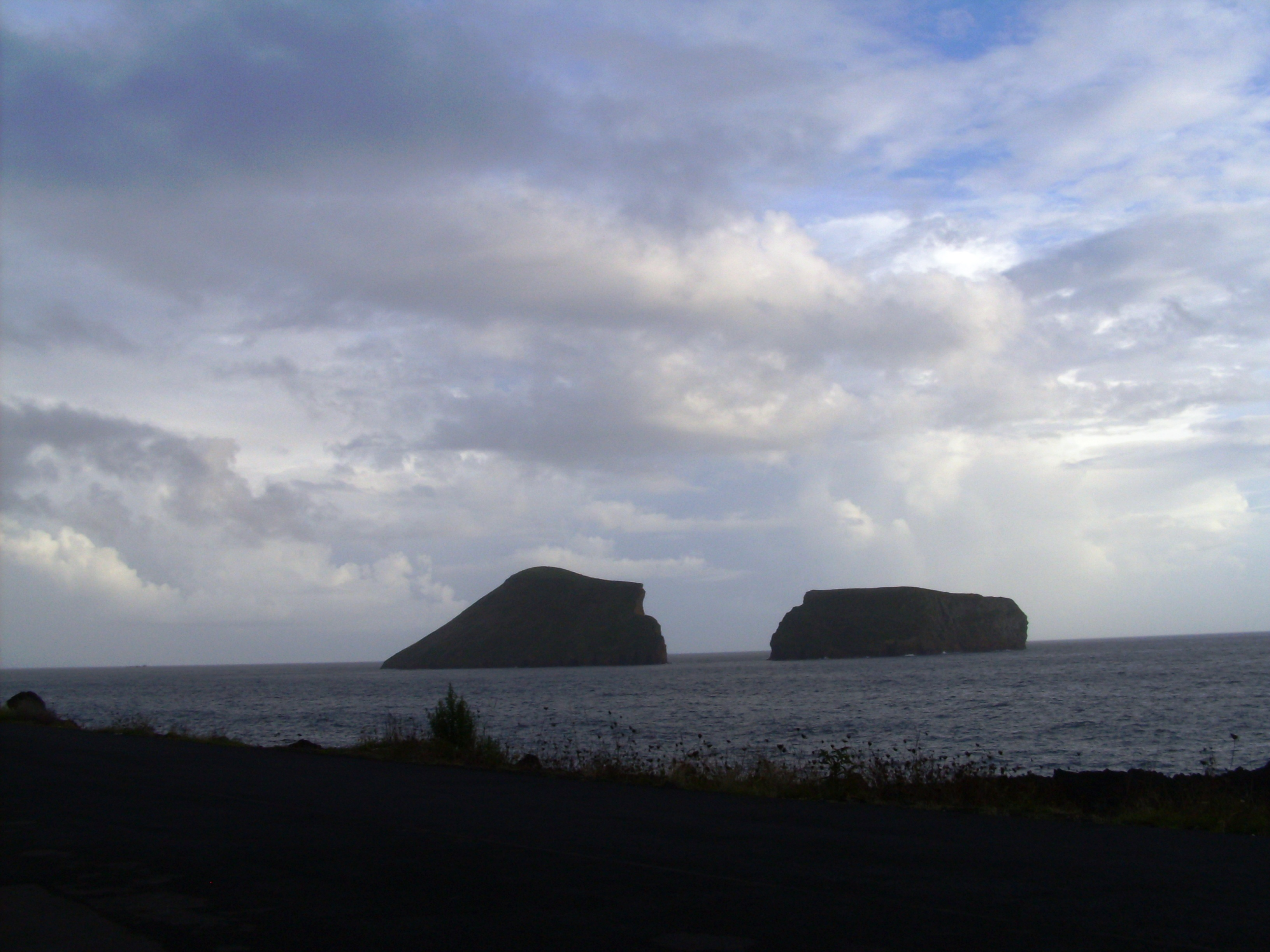
Ilhéus das Cabras.

- Pedro Francisco, Herói da Guerra da Independência dos Estados Unidos da América.
- José Maria Pacheco de Aguiar, escritor e professor do Seminário Episcopal de Angra.
- Cândido Luís de Melo, professor e poeta.

## Património natural
- Algar do Carvão
- Furnas do Enxofre
- Baía do Refugo
- Gruta das Agulhas
- Gruta dos Ratões
- Ilhéus das Cabras

## Património edificado
- Ermida de Nossa Senhora do Mato (Porto Judeu)
- Ermida de Nossa Senhora da Esperança (Porto Judeu)
- Ermida de Nossa Senhora de Fátima do Pico da Cruz - erguida em meados do século XX, localiza-se na zona do Cabrito e pertence atualmente a José Eduardo Fernandes.
- Forte de Santo António (Porto Judeu)
- Igreja Paroquial de Santo António do Porto Judeu
- Império do Espírito Santo do Porto Judeu
- Império do Espírito Santo do Galinho
- Império do Espírito Santo do Terreiro
- Império do Espírito Santo da Ribeira do Testo